# Џон Боснић
Џон Боснић (енгл. John Bosnitch; Фредериктон, 15. фебруар 1961) је српски и канадски новинар, саветник и политички активиста, као и шеф бироа InterMedia агенције из Јапана.

## Биографија
Школовање је започео у Женеви, а завршио га је у Фредериктону, на Универзитету Њу Брансвик 1986. године у одсеку филозофије. Током студирања освојио је прво место на светском шампионату у геодетском инжињерингу, а био је и вођа студената и политички организатор. Запослен је у државној агенцији Радио Јапан, NHK World Satellite TV, а по позиву пише за велики број медија у свету. Радио је за велики број новина, а провео је и неколико година у Савезној Републици Југославији, где је извештавао о ратовима, али и о НАТО бомбардовању. У свету је највише познат по томе што је водио битку да ослободи светског шаховског шампиона, Бобија Фишера, коме је био венчани кум. Боби Фишер је у Јапану ухапшен јер је прекршио санкције Сједињених Америчких Држава, када је одиграо шаховски меч са Борисом Спаским у Савезној Републици Југославији 1992. године. Његов отац, Сава Боснић је професор политичких наука, официр Југословенске војске у отаџбини, а рођен је у Сремској Митровици, док је његова мајка Маргарет Боснић пореклом Енглескиња из Канаде. Када је имао 22. године, Џон је био кандидат за градоначелника родног Фредериктона. Јула 2000. године Џон и његова супруга Весна родом из Пећи, венчали су се у манастиру Студеница.